# Loeseneriella rubiginosa
Loeseneriella rubiginosa är en benvedsväxtart som först beskrevs av Henri Perrier de la Bâthie, och fick sitt nu gällande namn av N. Hallé. Loeseneriella rubiginosa ingår i släktet Loeseneriella och familjen Celastraceae. Utöver nominatformen finns också underarten L. r. angustifolia.